# Souvrství Iren Dabasu

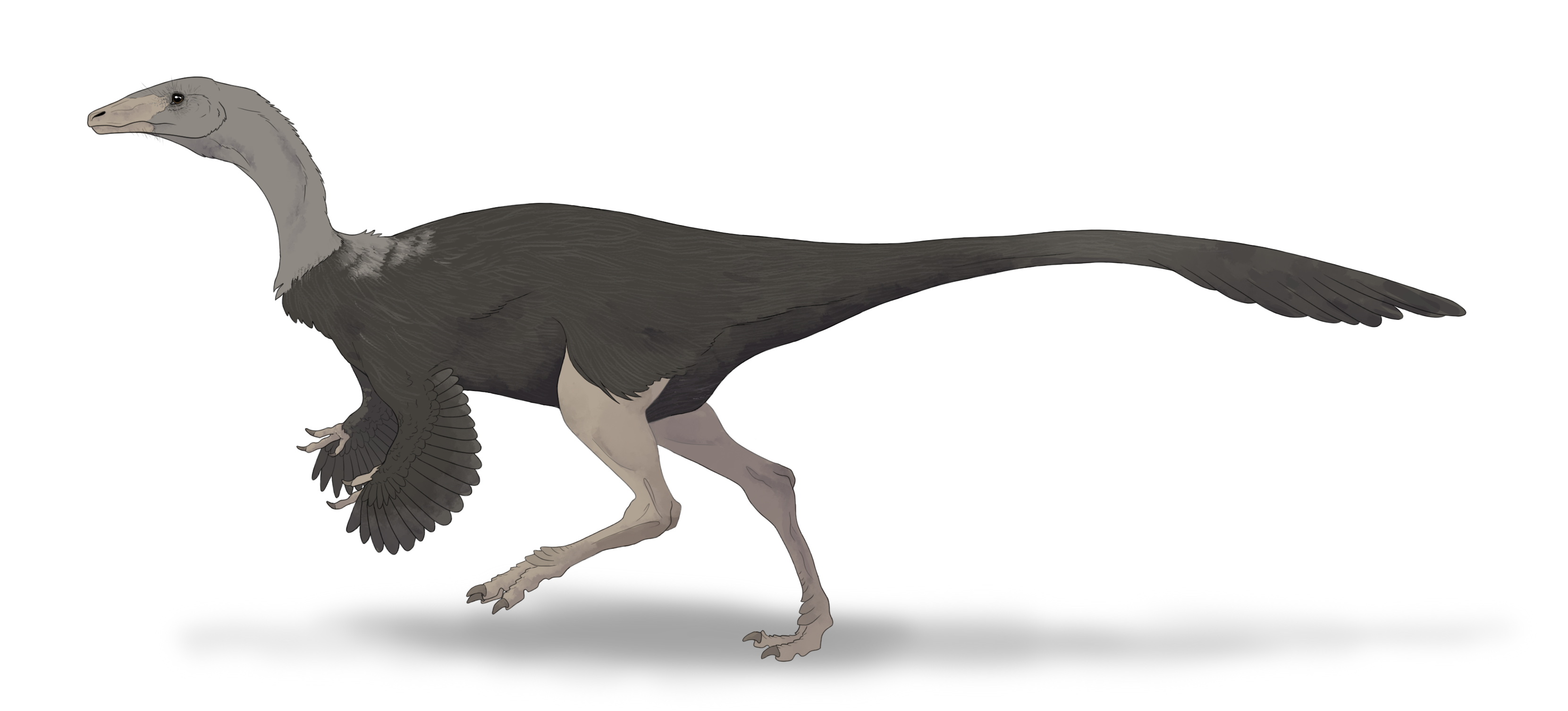
Archaeornithomimus, zástupce fauny souvrství Iren Dabasu.

Souvrství Iren Dabasu je významná druhohorní geologická formace, jejíž sedimentární výchozy se rozkládají na území Autonomní oblasti Vnitřní Mongolsko na severu Číny. Toto dnes již proslulé souvrství je vědecky zkoumáno od 20. let 20. století (souvrství definoval v roce 1922 americký paleontolog Henry Fairfield Osborn) a byly v něm objeveny početné druhů pozdně křídových dinosaurů (sauropodů, teropodů i ptakopánvých) a některých dalších živočichů, od ještěrek až po savce.

## Popis
Mocnost sedimentů dosahuje až kolem 500 metrů a jejich stáří činí zhruba 96 milionů let (geologický věk cenoman, raná svrchní křída). Sedimenty představují zejména pískovec, v menší míře pak také jílovec a prachovec.

## Dinosauři

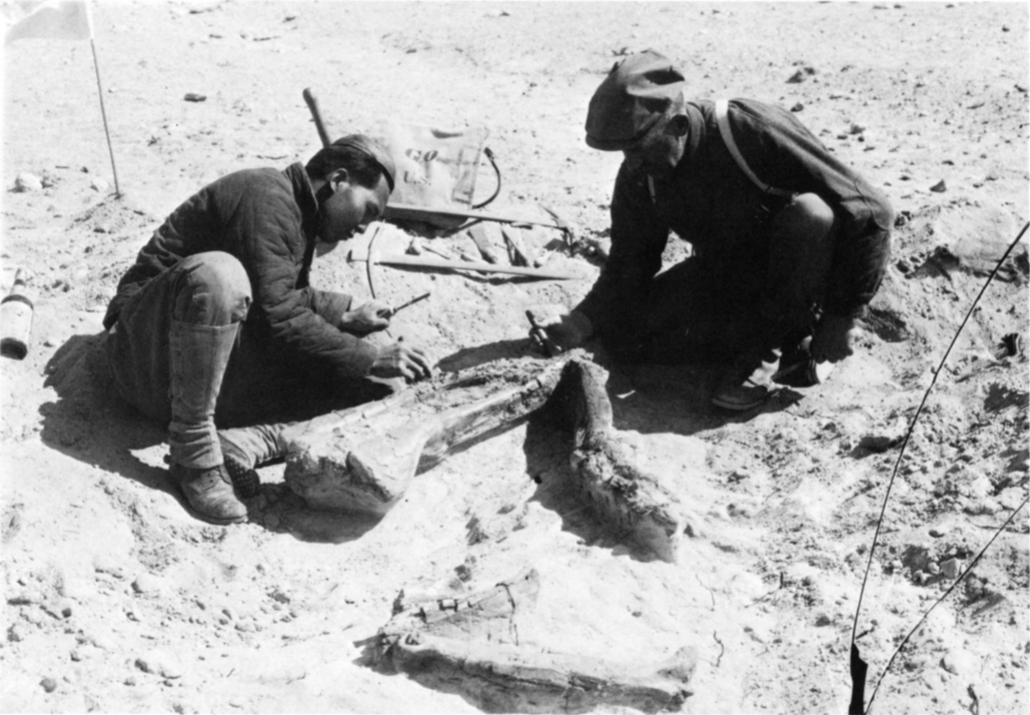
Vykopávky fosilií rodu Alectrosaurus, rok 1923.

- Alectrosaurus olseni[4]

- Archaeornithomimus asiaticus

- Avimimidae spp.

- Caenagnathasia spp.

- Erliansaurus bellamanus

- Gigantoraptor erlianensis[5]

- Neimongosaurus yangi

- Troodontidae spp.

- Urbacodon norelli

- Bactrosaurus johnsoni

- Gilmoreosaurus mongoliensis

- Sonidosaurus saihangaobiensis